# Tiocianat de sodiu
Tiocianatul de sodiu este un compus anorganic cu formula NaSCN, sarea sodiului cu acidul tiocianic. Este una dintre cele mai importante săruri ale acestui acid, fiind folosită adesea în analiza chimică (calitativă) și ca sursă de anioni tiocianat. Este utilizat ca precursor în sinteza organică a produselor farmaceutice și a altor substanțe.
Tiocianatul de sodiu poate fi obținut în urma reacției dintre cianura de sodiu și sulful elemental:
{\displaystyle {\ce {{8 NaCN}+ {S8}-> {8 NaSCN}}}}